# Scaptodrosophila paranthia
Scaptodrosophila paranthia är en tvåvingeart som först beskrevs av Toyohi Okada och Carson 1982.  Scaptodrosophila paranthia ingår i släktet Scaptodrosophila och familjen daggflugor. Inga underarter finns listade i Catalogue of Life.